# Roannay
Le Roannay est un ruisseau de Belgique, affluent de l'Amblève faisant partie du bassin versant de la Meuse. Il coule entièrement en province de Liège.

## Parcours
Ce ruisseau des Ardennes belges prend sa source au nord de Francorchamps. Il forme rapidement une vallée encaissée, boisée et très peu habitée. Ensuite, la vallée prend un aspect plus bucolique et les pâturages succèdent aux espaces forestiers. Les points de vue y sont nombreux pour le plus grand bonheur des randonneurs. Le Roannay traverse alors les hameaux de Ruy et de Moulin du Ruy avant de terminer son cours de 11 kilomètres en rive droite de l'Amblève à Roanne-Coo entre la cascade de Coo et le village de La Gleize.
Le ruisseau présente une bonne qualité biologique et écologique. Une étude commandée par la Région Wallonne en 2014 y a relevé une belle présence de truites, chabots et petites lamproies qui sont des espèces de grande valeur écologique et a qualifié la qualité biologique du Roannay de bonne à très bonne (tant pour les poissons que pour les diatomées, macrophytes, macroinvertébrés). Les berges du ruisseau présentent cependant de nombreuses colonies de renouées du japon, et de balsamines de l’Himalaya. 